# Dème de Souflí
Le dème de Souflí (grec moderne : Δήμος Σουφλίου) est un dème de Macédoine-Orientale-et-Thrace en Grèce. L'actuel dème résulte de la fusion, en 2010, dans le cadre du programme Kallikratis, de l'ancien dème de Souflí avec ceux d'Orféas et de Tycheró. Le siège du dème est la ville de Souflí.
Selon le recensement de 2021, le dème compte 11 709 habitants.